# Intrigant
Een intrigant is iemand die gebruikmaakt van intriges om op slinkse wijze zijn doel te bereiken. Dit betekent dat hij doelbewust verdeeldheid zaait of conflicten en ruzies veroorzaakt. De motivatie en methoden van de intrigant kunnen uiteenlopen, maar in vrijwel alle gevallen zal de intrigant ervoor zorgen zelf niet rechtstreeks bij een conflict betrokken te raken.
De motivatie van een intrigant kan politiek gericht zijn, of als middel om eigen ambities te verwezenlijken. De Romeinen kenden het verschijnsel al en spraken over divide et impera (verdeel en heers). Door een machtsblok te ondermijnen door onderlinge conflicten, kan de intrigant zijn machtspositie (of die van zijn opdrachtgever) gaandeweg verbeteren. Het kan voorkomen dat een groepering of zelfs een staat de rol van politiek intrigant op zich neemt en bepaalde bevolkingsgroepen of verschillende staten tegen elkaar uitspeelt.
Een intrigant kan in plaats van ambitie echter ook door negatieve emoties worden gemotiveerd, bijvoorbeeld door een minderwaardigheidscomplex. Iemand die zich niet op zijn gemak voelt in zijn sociale omgeving kan als het ware wraak nemen door de tevredenheid van anderen te verstoren. Een bijkomend effect is dat de intrigant, die tenslotte geen standpunt inneemt in de door hemzelf veroorzaakte conflicten, van anderen aandacht krijgt en in vertrouwen wordt genomen. Hieraan kan de intrigant een gevoel van acceptatie ontlenen.
Als de sociale intrigant wordt 'ontmaskerd', neemt hij over het algemeen geen verantwoordelijkheid voor zijn daden, maar vertoont onderdanig gedrag en probeert afleidingsmanoeuvres te gebruiken.
Op het internet, met name in nieuwsgroepen en webfora, worden intriganten ook wel trolls genoemd.
Een agent provocateur is een professionele intrigant, die criminele organisaties infiltreert in dienst van (een van) de opsporingsdiensten.

Categorie:Complottheorie